# Geminoppia velata
Geminoppia velata är en kvalsterart som först beskrevs av Franklin och Woas 1992.  Geminoppia velata ingår i släktet Geminoppia och familjen Oppiidae. Inga underarter finns listade i Catalogue of Life.